# Caeruleotaygetis
Genre
Caeruleotaygetis est un genre de papillons de la famille des Nymphalidae et de la sous-famille des Satyrinae. Il n'est représenté que par une seule espèce, Caeruleotaygetis periboea.

## Dénomination
Le nom de Caeruleotaygetis leur a été donné par Walter Forster en 1964.

## Liste des espèces
- Caeruleotaygetis periboea (Godman & Salvin, 1880) ; présent en Colombie.

### Source
- funet